# Linea di universo
La linea di universo o linea oraria (o linea di mondo, dall'inglese worldline) è un concetto teorico ampiamente utilizzato in cosmologia. Essa è una rappresentazione schematica del percorso che un oggetto compie nello spaziotempo (o cronotopo) e può essere vista come la generalizzazione in uno spazio a quattro dimensioni (poiché è presente anche la coordinata temporale) del concetto di traiettoria di un corpo. Il primo a introdurre tale concetto fu Hermann Minkowski.

## Definizione

### Spaziotempo classico
Dopo aver scelto un sistema di riferimento, la traiettoria di un oggetto nello spazio è determinata dalle sue tre coordinate spaziali
{\displaystyle {\big (}x(t),y(t),z(t){\big )}}
che mutano al variare del tempo {\displaystyle t}. Una traiettoria è quindi una curva nello spazio.
Nello spaziotempo quadridimensionale ogni evento è caratterizzato da quattro coordinate, tre spaziali ed una temporale. La traiettoria dell'oggetto è quindi descritta da una curva simile alla precedente
{\displaystyle {\big (}t,x(t),y(t),z(t){\big )}}
cui è stata aggiunta una variabile temporale. Una curva di questo tipo è detta linea di universo.
Ad esempio, una persona o un oggetto che, semplicemente, stanno fermi nel punto {\displaystyle (x_{0},y_{0},z_{0})}, sono descritti da una linea di universo "verticale", in cui si muove solo la prima coordinata temporale: 
{\displaystyle {\big (}t,x_{0},y_{0},z_{0}{\big )}.}
Dato che la posizione non varia ma il tempo continua a scorrere.

### Relatività ristretta
Nella fisica classica, il concetto di linea di universo non differisce molto da quello di traiettoria: le due nozioni sono interscambiabili, e per passare dall'una all'altra è sufficiente togliere o inserire la variabile temporale "{\displaystyle t}". La nozione di linea di universo
acquista però una notevole importanza nella formulazione della relatività ristretta di Albert Einstein. In relatività ristretta le nozioni di spazio e tempo non sono infatti più assolute e dipendono dal sistema di riferimento scelto. Lo spaziotempo è un oggetto quadridimensionale, la cui suddivisione in spazio e tempo non è più assoluta ma dipende dall'osservatore. Questo oggetto quadridimensionale è modellato secondo la geometria dello spaziotempo di Minkowski.

Versione tridimensionale dello spaziotempo di Minkowski (una dimensione spaziale è omessa). Lo spazio presente e il tempo dipendono dal sistema di riferimento in cui è posizionato l'osservatore. Il cono di luce formato dai vettori di tipo luce non dipende però dal sistema di riferimento.

Poiché lo spazio 3-dimensionale non è più univocamente definito (ma dipende dal sistema di riferimento dell'osservatore), non lo è più neppure la nozione di traiettoria come curva nello spazio 3-dimensionale. Resta però ben definita la nozione di linea di universo, nel modo seguente.
Una linea di universo nello spaziotempo di Minkowski è una curva differenziabile i cui vettori tangenti sono tutti di tipo tempo, orientati positivamente.
Un vettore {\displaystyle (t,x_{1},x_{2},x_{3})} nello spaziotempo di Minkowski è di tipo tempo se 
{\displaystyle c^{2}t^{2}>x_{1}^{2}+x_{2}^{2}+x_{3}^{2}}
dove {\displaystyle c} è la velocità della luce. Ovvero lo spazio percorso dalla luce nell'intervallo di tempo che separa i due eventi è maggiore dello spazio che li separa. Ciò significa che i due eventi possono essere collegati da un segnale trasmesso con qualcosa che viaggi a velocità inferiore a quella della luce. In altre parole, il vettore tangente alla curva è sempre contenuto nel cono di luce. Questa condizione è equivalente alla richiesta che la velocità dell'oggetto sia in ogni istante inferiore a quella della luce, come richiesto dalla teoria della relatività.

Una linea di universo percorsa da un corpo nello spaziotempo di Minkowski. Il corpo non può in nessun istante viaggiare più veloce della luce: la tangente alla curva in ogni punto è quindi sempre un vettore tempo.

In generale si definisce linea di universo anche quella percorsa dalla luce, cioè da un fotone: in questo caso il vettore tangente è sempre di tipo luce, cioè
{\displaystyle c^{2}t^{2}=x_{1}^{2}+x_{2}^{2}+x_{3}^{2}.}
La linea di universo in questo caso è una retta contenuta nel cono di luce. Generalmente, si scelgono delle unità di misura in cui {\displaystyle c=1} (ad esempio le unità di misura di Planck): in questo modo la linea di universo di un fotone è una retta inclinata di 45° rispetto all'asse temporale. Ad esempio, si possono prendere come coordinate temporali gli anni e come coordinate spaziali gli anni-luce: per definizione, la luce percorre un anno luce all'anno, e quindi {\displaystyle c=1}.